# 以色列—瑞典關係
以色列－瑞典關係是指以色列和瑞典之间的双边关系。以色列在斯德哥尔摩设有大使馆，而瑞典在特拉维夫设有大使馆，在海法和埃拉特设有荣誉领事馆。2014年，瑞典成为欧盟中第一个承认巴勒斯坦国的国家，两国之间的外交关系严重受损。虽然之前也有一些欧盟成员国曾经承认过巴勒斯坦国，但这些都是它们加入欧盟之前的事情。